# Hans-Ulrich Stauffer
Hans-Ulrich Stauffer (* 1951) ist ein Schweizer Jurist. Er ist Honorarkonsul der Kapverdischen Inseln und war bis Ende 2016 Geschäftsführer der Pensionskasse Stiftung Abendrot.

## Leben
Nach einem juristischen Studium an der Universität Basel wurde er 1979 zum Thema Arbeitslosenversicherung promoviert. Im Jahr 1980 erfolgte das Anwaltsexamen im Kanton Basel-Stadt, mit eigener Anwaltskanzlei im folgenden Jahr. 1984 gründete Stauffer die Stiftung Abendrot. Er veröffentlichte über vierunddreissig Bücher, darunter ein Standardwerk über die betriebliche Altersvorsorge in der Schweiz.
Stauffer ist verheiratet und Vater zweier Töchter.

## Sonstiges Engagement
- Stiftungsrat der Pensionskasse SAirGroup (bis 2021)
- Verwaltungsrat Gundeldinger Immobilien AG (2001–2012)
- Verwaltungsrat PKRück, Vaduz
- Verwaltungsratspräsident Brauerei Unser Bier AG, Basel (1998–2010)
- Redakteur des Afrika-Bulletins

## Veröffentlichungen
- Hans-Ulrich Stauffer: Kapverdische Inseln: 15 Jahre ohne Regen - ein Reisebericht. Afrika-Komitee, Basel 1983, S. 26.
- Hans-Ulrich Stauffer: Eritrea - der zweite Blick. Rotpunktverlag, Zürich 2017, ISBN 978-3-85869-727-1, S. 240.